# خانه ولکونسکی

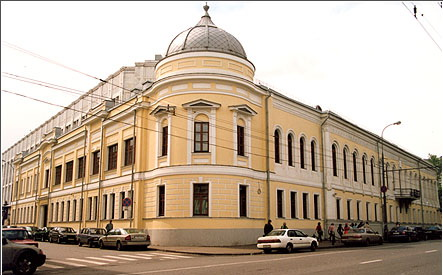
ساختمان در سال ۲۰۰۹، قبل از بازسازی

خانه ولکونسکی واقع در خیابان وُزدویژنکا ۹ در مرکز مسکو، روسیه، نمونه اولیه خانه شاهزاده بولکونسکی پیر در رمان جنگ و صلح اثر لئو تولستوی در سال ۱۸۶۹ محسوب می‌شود. این ساختمان در قرن‌های ۱۸ و ۱۹ ساخته شده است، اما در سال ۲۰۱۳ به‌طور کامل بازسازی شد و ارتفاع آن از دو طبقه به چهار طبقه افزایش یافت.

## تاریخچه
واسیلی ولادیمیروویچ گروشِتسکی (۱۷۴۳–۱۸۱۳) این زمین را در سال ۱۷۷۴ خریداری کرد و بخش زیادی از خانه را طی چند سال بعد ساخت. او افسر هنگ نگهبانان زندگی سمنوف بود و در جنگ روسیه و ترکیه ۱۷۶۸–۱۷۷۴ جنگید. او خویشاوند و زیردست شاهزاده واسیلی دولگوروکوف بود که به خاطر فتح کریمه مشهور است. گروشِتسکی در حمله به پرکوپ و نبرد آلوشتا جنگید.
این خانه بعدها به دخترش پی.وی. موراوِوا-آپوستول تعلق گرفت که خانه را در سال ۱۸۱۶ به شاهزاده نیکولای سرگئیویچ ولکونسکی فروخت. ولکونسکی پدربزرگ مادری لئو تولستوی بود و اعتقاد بر این است که نمونه اولیه شاهزاده بولکونسکی در رمان جنگ و صلح است. این رمان به «خانه‌ای قدیمی و تاریک در وُزدویژنکا» اشاره دارد، جایی که برخی از صحنه‌های رمان در آن رخ می‌دهد.
از دهه ۱۸۳۰ این عمارت متعلق به خانواده رومین بود که از اشراف ریازان بودند. تولستوی از خانواده ریومین دیدن کرد و در این خانه با پی.اس. شرباتووایا آشنا شد. او نمونه اولیه کیتی شرباتسکایا در رمان آنا کارنینا در سال ۱۸۷۸ بود.
در اوایل قرن بیستم، این عمارت متعلق به شمسی اسدالله‌اف، یک نفتگر اهل باکو، آذربایجان بود. در دوران شوروی، این ساختمان توسط چندین سازمان از جمله کمیساریای خلق برای امور دریایی، دفاتر تحریریه «روزنامه دهقان» و «تاریخ جنگ داخلی» و دیگران اشغال شده بود. بعدها، این خانه متعلق به وزارت امور خارجه شد. اکنون در مالکیت خصوصی است.
ظاهر مدرن خانه در بازسازی‌های آغاز قرن بیستم و دهه ۲۰۱۰ شکل گرفت. نمای شمالی رو به خیابان وُزدویژنکا در سال ۱۸۹۷ توسط معمار ک. تِرِک بازسازی شد و نمای رو به کوچه صلیب مقدس و گنبد گوشه خانه توسط پ. زاروتسکی در سال ۱۹۰۷ اضافه شد. قبل از سال ۲۰۰۹، این خانه با پلاکی به عنوان میراث فرهنگی شناخته می‌شد.
در سال ۲۰۱۳، با وجود اعتراضات متعدد سیاستمداران و چهره‌های فرهنگی، این بنا بازسازی شد و ارتفاع آن از ۲ طبقه به ۴ طبقه افزایش یافت و گنبد آن نیز بازسازی شد.

## مالکیت فعلی
به گزارش رویترز، این ساختمان متعلق به مرکز توسعه ارتباطات بین فردی (CDIC) است که توسط لیودمیلا پوتینا، همسر سابق ولادیمیر پوتین، رئیس‌جمهور روسیه، کنترل می‌شود.
دفاتر CDIC در این ساختمان قرار دارند، اما عمدتاً توسط مستاجران تجاری، از جمله وی‌تی‌بی بانک، اسبربانک , گروه سورستروی - یک شرکت ساختمانی، یک رستوران سوشی و یک برگر کینگ اشغال شده است. کل اجاره بهای این ساختمان حدود ۳ تا ۴ میلیون دلار است.
مستاجران اجاره خود را به شرکتی به نام مریدین پرداخت می‌کنند که به نوبه خود متعلق به شرکتی به نام اینترسرویس است که کاملاً متعلق به لیودمیلا الکساندرونا شکربنیووا، نام خانوادگی قبل از ازدواج پوتینا، است. خواهر پوتینا، اولگا الکساندرونا تسومایوا، قبلاً مدیر کل اینترسرویس بود. آرتور اوچرتنی، همسر فعلی پوتینا، ریاست هیئت مدیره CDIC را بر عهده دارد.